# Вероніка Відьядгарма
Вероніка Відьядгарма (нар. 9 листопада 1977) — колишня індонезійська тенісистка.
Найвищу одиночну позицію світового рейтингу — 636 місце досягла 1 травня 1995, парну — 429 місце — 20 Nov 1995 року.
Здобула 1 парний титул туру ITF.

## Фінали ITF

### Парний розряд: 2 (1–1)
| Результат | Ранг | Дата          | Турнір                           | Покриття | Партнерка        | Суперниці                             | Рахунок       |
| --------- | ---- | ------------- | -------------------------------- | -------- | ---------------- | ------------------------------------- | ------------- |
| Перемога  | 1.   | квітень 1995  | Джакарта, Індонезія              | Тверде   | Агустіне Ліманто | Kim Soon-nam Kim Ih-sook              | 4–6, 6–3, 6–4 |
| Поразка   | 2.   | вересень 1995 | Самутпракан (провінція), Таїланд | Тверде   | Агустіне Ліманто | Бенджамас Сангарам Тамарін Танасугарн | 5–7, 6–1, 4–6 |